# Clementine (software)
Clementine é um tocador de mídia multiplataforma livre e de código aberto e organizador de bibliotecas digitais. É um port do Amarok 1.4 para o Qt 4 e o framework GStreamer. É disponível para Unix-like, Windows e Mac OS X. Clementine é lançado sob a GNU General Public License.
A razão por trás do Clementine foi a transição do Amarok 1.4 para a versão 2 e a mudança de foco ligada a ela, a qual foi criticada por muitos usuários. A primeira versão do Clementine foi lançada em fevereiro de 2010.